# Percz János
Percz János (Budapest, 1920. augusztus 12. – Budapest, 2000. június 23.) Munkácsy Mihály-díjas (1961) magyar grafikus, ötvös, fémműves, aranyműves, ezüstműves, éremművész és ékszertervező.

## Életpályája
Szülei: Percz János és Fischer Rozália voltak. 1940–1946 között a Képzőművészeti Főiskola hallgatója volt; mesterei: Varga Nándor Lajos, Bory Jenő, Sidló Ferenc, Kisfaludi Strobl Zsigmond voltak. A II. világháború idején katonának állt; Nyugatra került, ahonnan 1945 őszén jött haza. 1946–1948 között a Képzőművészeti Főiskolán Krocsák Emil és Fónyi Géza tanársegéde volt. 1948–1960 között az ipariskolákban műszaki rajzot tanított. 1949-ben a Magyar Grafikusok Egyesületének tagja lett. 1952-től foglalkozott fémek (réz, ezüst, vas) megmunkálásával. 1957–1960 között hét iparművészeti pályázaton vett részt: hat alkalommal I., négyszer II., hatszor III. és egyszer IV. helyet ért el. 1958-tól ösztöndíjat kapott. 1959-től volt kiállító művész. 1960-ban szabadfoglalkozású iparművész lett.
23 egyéni kiállítása volt itthon és külföldön. Kollányi Ágoston Ének a vasról (1963) címmel filmet készített a munkásságáról.

## Kiállításai

### Egyéni
- 1962, 1969, 1974-1977, 1980 Budapest
- 1964 Pécs, Komló, Hódmezővásárhely, Szeged
- 1968 Róma
- 1969 Nagykanizsa
- 1974, 1977 Szombathely
- 1975 Balatonfüred
- 1976 Helsinki
- 1977 Balatonboglár, Hajdúböszörmény
- 1979 Szeged, Mohács

### Válogatott, csoportos
- 1959, 1965, 1972, 1975 Budapest

## Köztéri művei
- fémapplikáció (1959, Budapest, Gellért Szálló bárja)
- Világtérkép (lemezdomborítás, 1960, Debrecen, vasútállomás kultúrvárója)

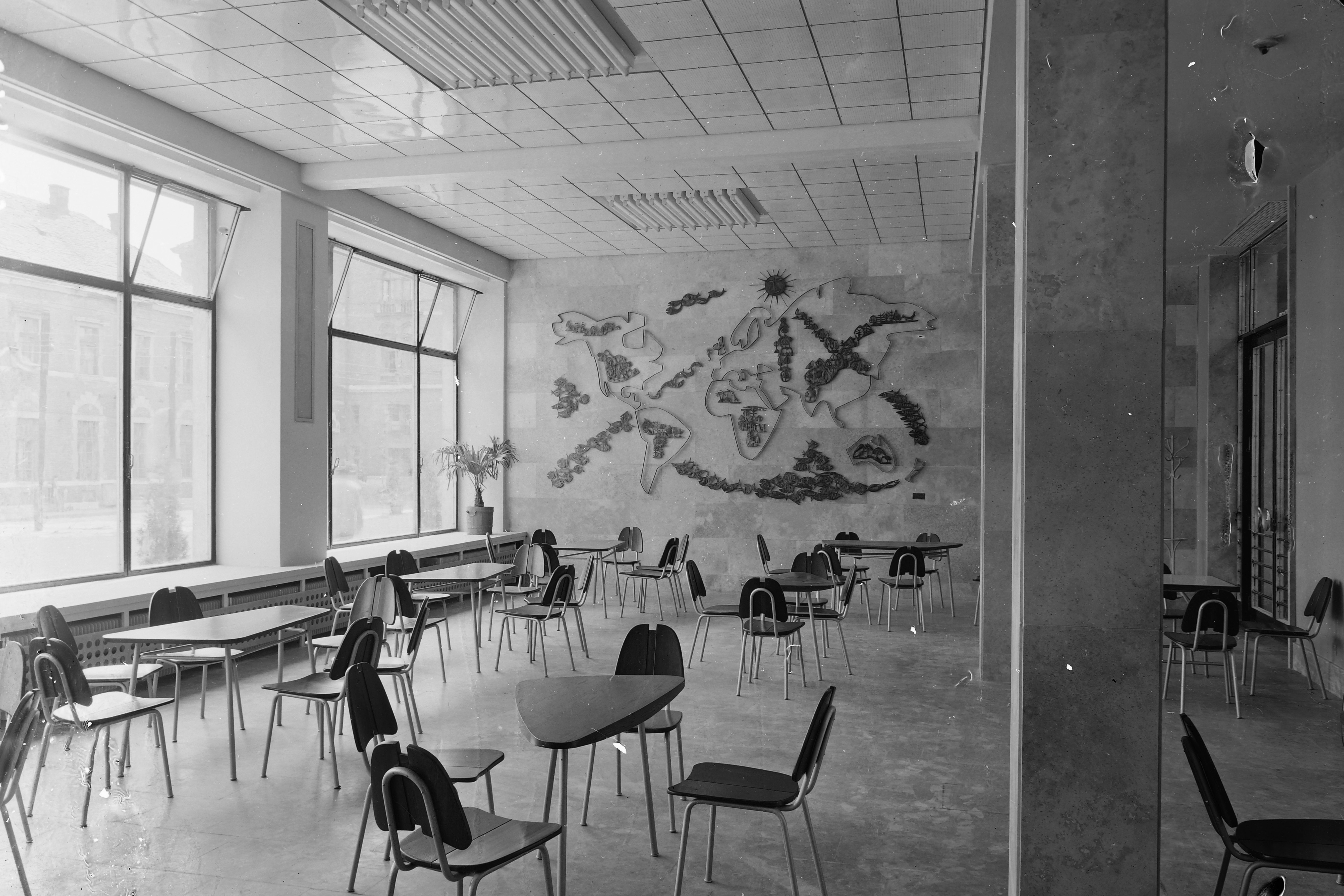
Nagyállomás, kultúrváróterem, a falon a Világtérkép c. kompozíció (Percz János, 1961., vas, réz)

- faldísz (fémlemez, 1961, Miskolc, Szakszervezetek Országos Tanácsa-székház)
- faldísz (fémlemez, 1961, Budapest, Fővárosi Tanács kiállítóterme)
- faldísz (fémlemez, 1962, Budapest, Aero Presszó)
- térelválasztó rács (vas, 1963, Siófok, volt járási pártbizottság)
- lépcsőházi térplasztika (vas, 1964, Budapest, Lágymányosi Óvoda)
- Szózat-illusztráció (lemezdomborítás, 1966, Budapest, Petőfi Irodalmi Múzeum)
- kapudísz (vas, 1967, Debrecen, Vízügyi Igazgatóság)
- megyetérkép és -címer (lemezdomborítás, 1967, Szombathely, Megyeháza)
- ajtófogók (fém, 1969, Budapest, Fészek Klub)
- faldísz (lemezdomborítás, 1970, Miskolc, Szakszervezetek Országos Tanácsa-székház)

## Díjai
- Munkácsy Mihály-díj (1961)